# Кройтор Сергій Леонідович
Сергій Леонідович Кройтор — старший солдат Збройних сил України, учасник російсько-української війни, що загинув у ході російського вторгнення в Україну в 2022 році.

## Життєпис
Народився 30 липня 1994 року у м. Ладижині. Закінчив Ладижинську ЗОШ №2.
Навчався у Вінницькому медичному коледжі за спеціальністю «Фармація», Львівському Національному медичному університеті ім. Д. Галицького. У 2020 році здобув другу вищу освіту в Міжрегіональній академії управління персоналом. Працював в аптечній мережі міст Києва та Ладижина. З липня 2020 року підписав контракт із ЗСУ та служив на посаді бойового медика.

## Загибель
Загинув 9 березня 2022 року під н.п. Топольське Ізюмського району Харківської області. Указом Президента України нагороджений орденом "За мужність" ІІІ ступеня.

## Нагороди
- орден «За мужність» III ступеня (2022, посмертно) — за особисту мужність і самовіддані дії, виявлені у захисті державного суверенітету та територіальної цілісності України, вірність військовій присязі.